# 2016年の欧州連合
2016年の欧州連合 （2016ねんのおうしゅうれんごう）では、2016年の欧州連合（EU）に関する出来事について記述する。

## できごと

### 1月
- 1月1日
  - 2016年中の一年間、欧州文化首都はスペインのサン・セバスティアンとポーランドのヴロツワフに。
  - オランダが上半期の欧州連合理事会議長国に就任。任期は、2016年6月30日まで[1]。

### 5月
- 5月26日-27日 - 日本三重県志摩市賢島で第42回先進国首脳会議が開催。欧州連合からはジャン＝クロード・ユンケル欧州委員会委員長とドナルド・トゥスク欧州理事会議長が出席。

### 6月
- 6月23日 - イギリスの欧州連合離脱是非を問う国民投票。投票の結果、離脱支持が半数を上回り勝利した[2]。

### 7月
- 7月1日 - スロバキア、下半期の欧州連合理事会議長国に就任。任期は、2016年12月31日まで[3]。

## 予定

### 9月
- 9月4日-5日 - 中華人民共和国浙江省杭州市で第11回20か国・地域首脳会合（G20）。欧州連合からはジャン＝クロード・ユンケル欧州委員会委員長とドナルド・トゥスク欧州理事会議長が出席予定。